# Браервуд (Північна Дакота)
Браервуд (англ. Briarwood) — місто (англ. city) в США, в окрузі Кесс штату Північна Дакота. Населення — 57 осіб (2020).

## Географія
Браервуд розташований за координатами 46°47′13″ пн. ш. 96°47′43″ зх. д. / 46.78694° пн. ш. 96.79528° зх. д. (46.787076, -96.795195).  За даними Бюро перепису населення США в 2010 році місто мало площу 0,39 км², уся площа — суходіл. В 2017 році площа становила 0,37 км², уся площа — суходіл.

## Демографія
Згідно з переписом 2010 року, у місті мешкали 73 особи в 25 домогосподарствах у складі 21 родини. Густота населення становила 185 осіб/км².  Було 28 помешкань (71/км²).
Расовий склад населення:
| - 95,9 % — білих - 4,1 % — азіатів |

До двох чи більше рас належало 0,0 %. Частка іспаномовних становила 0,0 % від усіх жителів.
За віковим діапазоном населення розподілялося таким чином: 31,5 % — особи молодші 18 років, 58,9 % — особи у віці 18—64 років, 9,6 % — особи у віці 65 років та старші. Медіана віку мешканця становила 44,8 року. На 100 осіб жіночої статі у місті припадало 121,2 чоловіків;  на 100 жінок у віці від 18 років та старших — 100,0 чоловіків також старших 18 років.
Цивільне працевлаштоване населення становило 35 осіб. Основні галузі зайнятості: виробництво — 22,9 %, роздрібна торгівля — 17,1 %, транспорт — 11,4 %, публічна адміністрація — 11,4 %.